# Sojovice
Sojovice jsou obec v okrese Mladá Boleslav ve Středočeském kraji. Leží na levém břehu Jizery asi pět kilometrů před soutokem s Labem, mezi městy Brandýs nad Labem-Stará Boleslav, Lysá nad Labem a Benátky nad Jizerou. Žije zde 585 obyvatel.
Obec je tvořena vesnicí Sojovice, na území obce jsou též tři chatové osady, Radešín, Severka a Kotlík. Starším názvem této vesnice byly Sovojovice.

## Historie
První písemná zmínka o vesnici pochází z roku 1360. Dále pak je s touto vesnicí spojen rod Stránovských ze Sovojovic.
V obci se i nadále vyskytuje příjmení Sojovský, které má návaznost na doby minulé.

## Přírodní poměry
V katastru obce se též nachází místa odběru surové vody z Jizery pro umělou infiltraci a nádrže břehové infiltrace. Dále je zde sedimentací čištěna voda z odželezovny v Káraném.
Do jihovýchodní části katastrálního území zasahuje přírodní památka Černý Orel.

### Pásmo hygienické ochrany
V katastru obce Sojovice s též nachází pásma I. a II. hygienické ochrany, které chrání vodní zdroje břehové infiltrace z řeky Jizery. Voda odtud teče do úpravny vod v Káraném a po dalších úpravách je transportována výtlačným řadem do okolních obcí a na Prahu. Součástí systému jsou armaturní a přečerpávací objekty. Na břehu řeky je také umístěné odběrné místo surové vody pro umělou infiltraci.

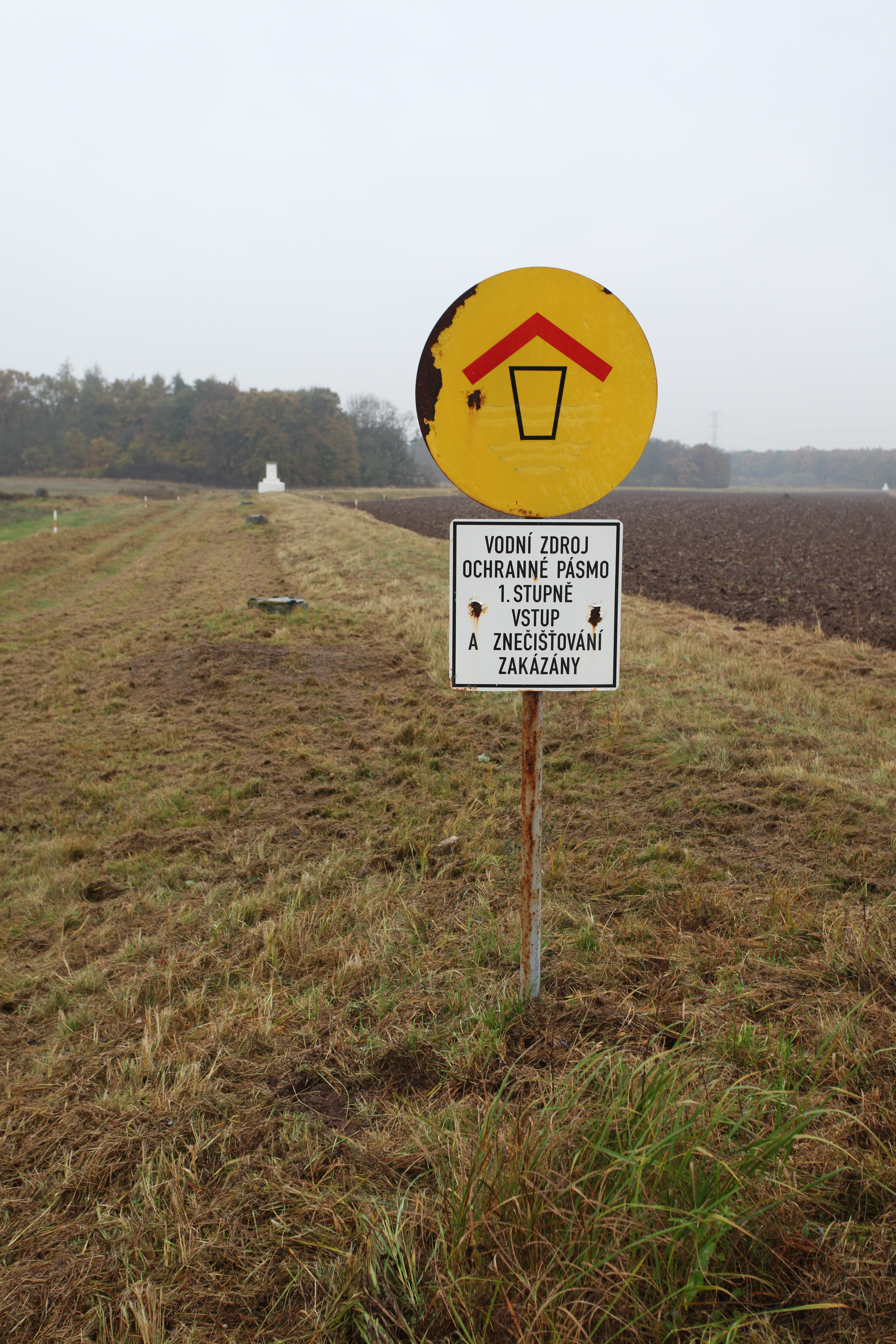
I. (řada studní) a II. pás hygienické ochrany břehové infiltrace
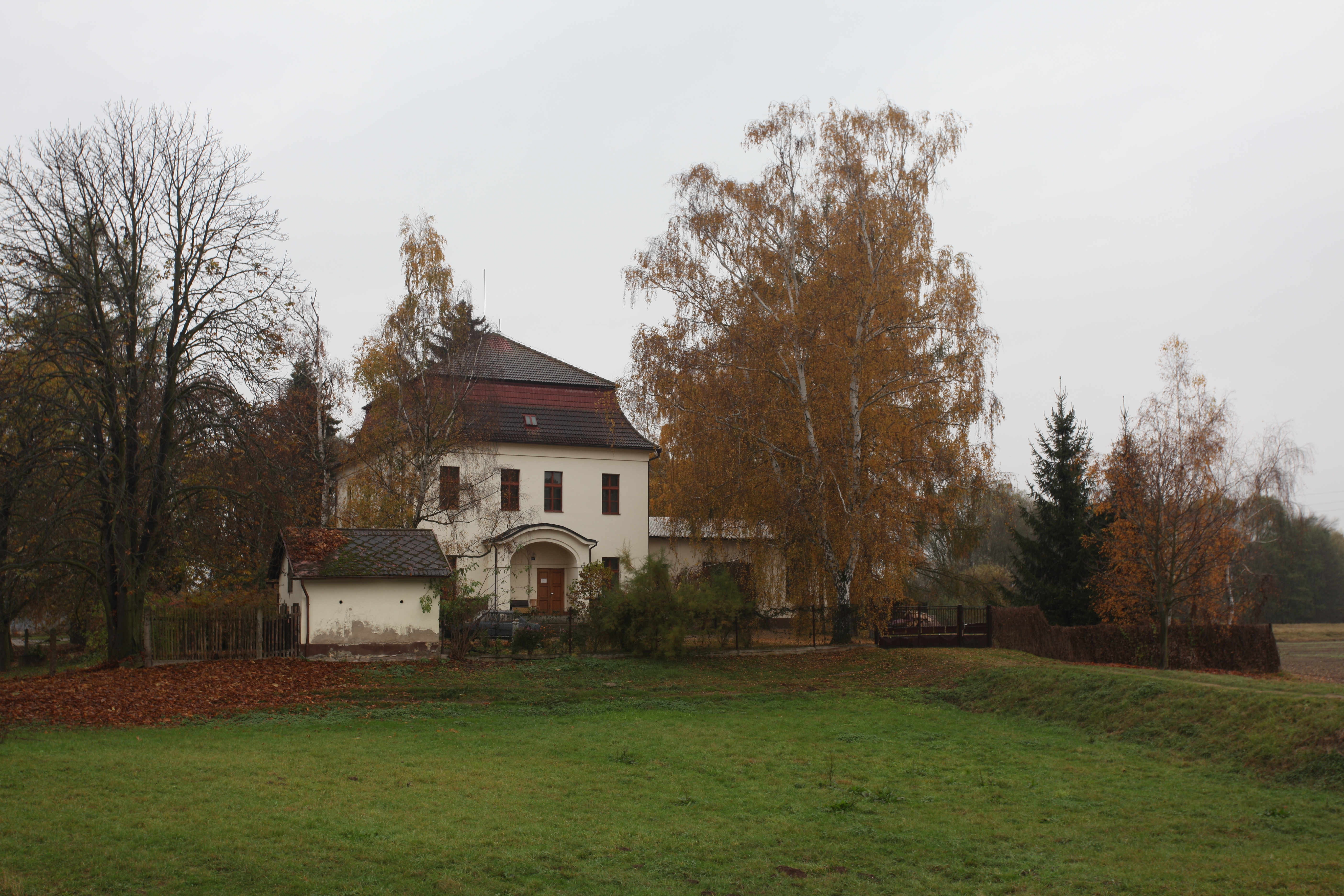
Čerpací stanice břehové infiltrace vod
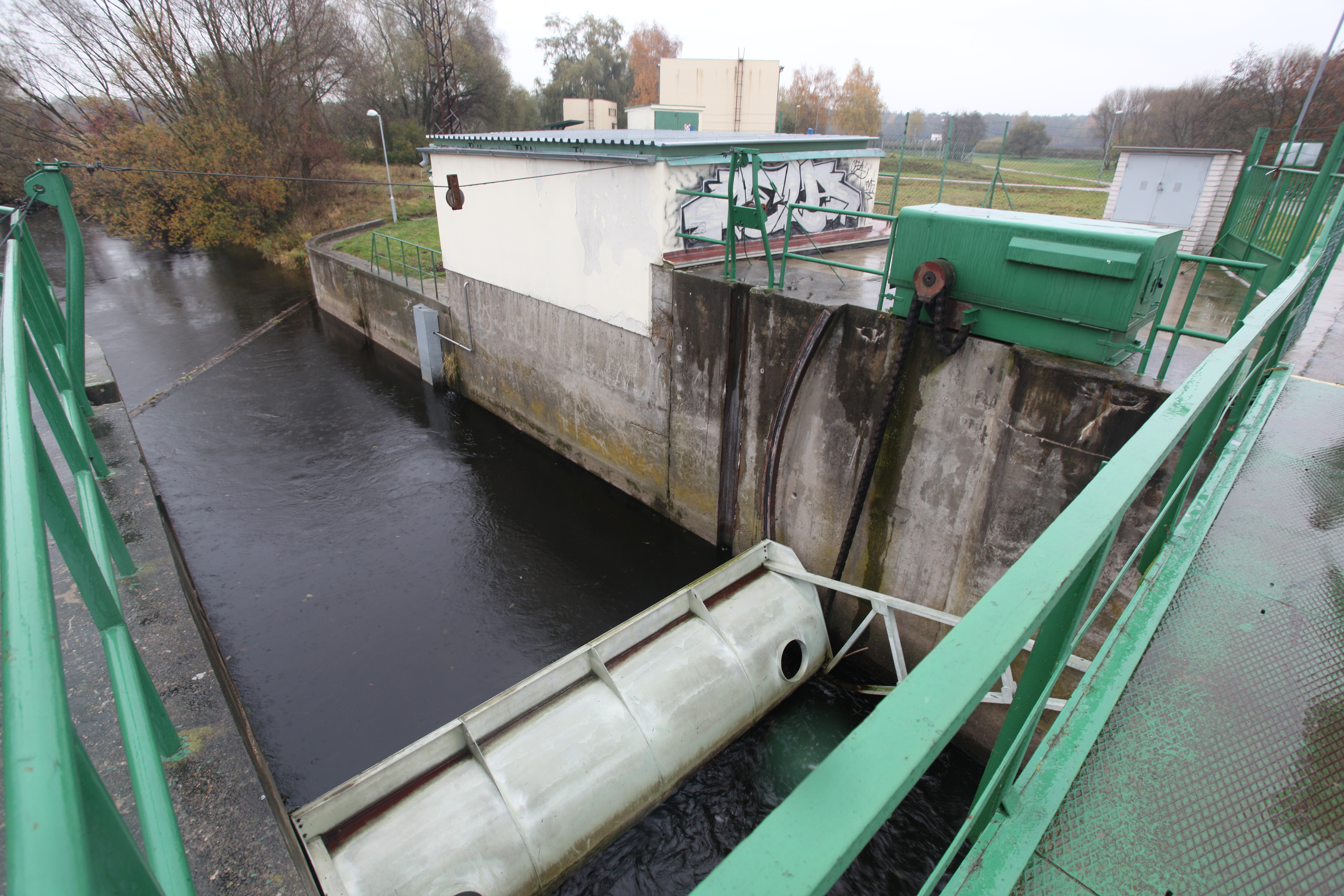
Odběrné místo povrchové vody z řeky Jizery pro umělou infiltraci

### Kalové laguny

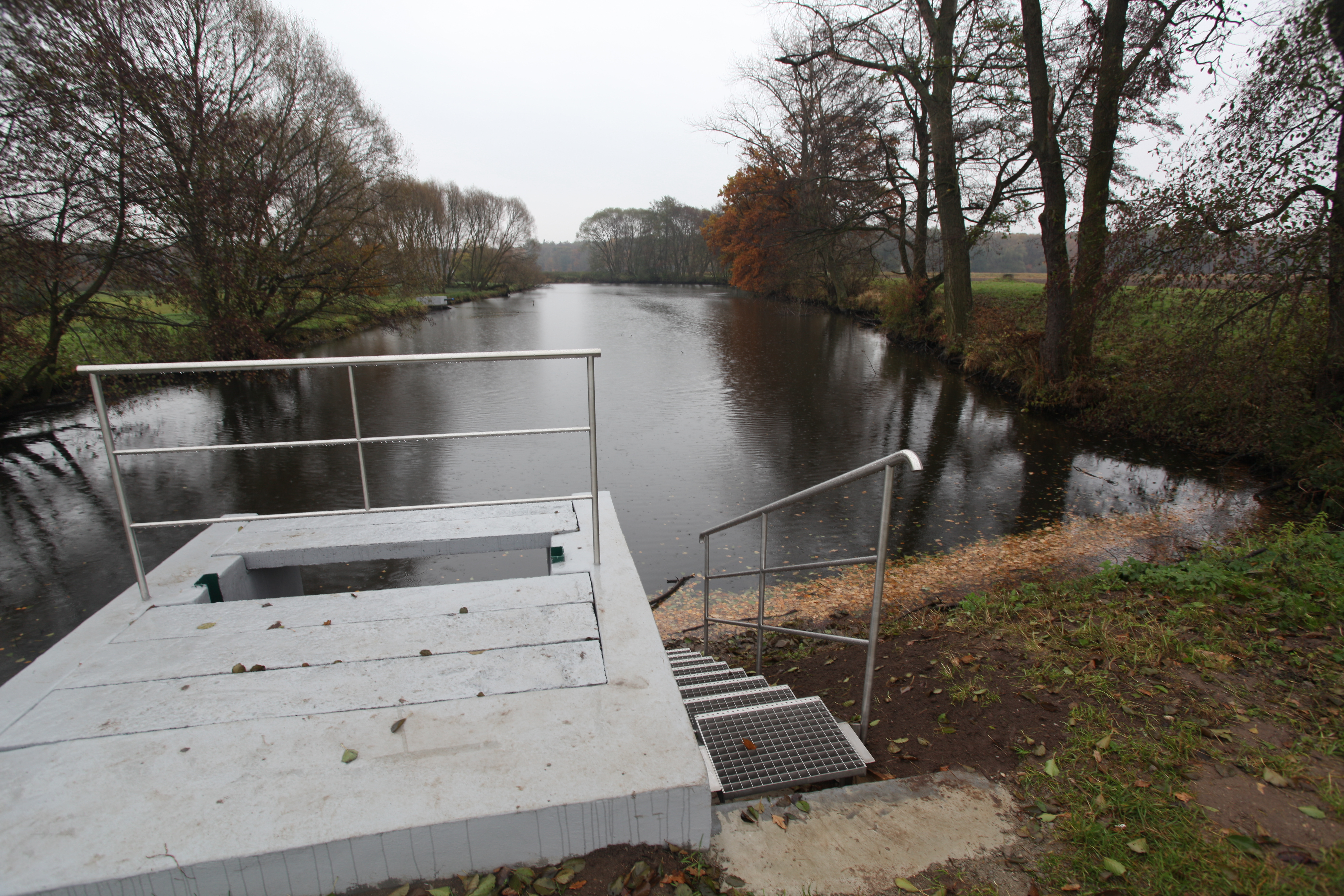
Kalová laguna Sojovice

V katastru obce se také nachází kalové laguny, kde dochází k procesu sedimentace železných iontů. Do lagun se dostává propírací voda z odželezovny artéské vody v úpravně vod Káraný, kde jsou jednou za 3 dny propírány tamější rychlofiltry. Očištěná voda z lagun následně odtéká do řeky Jizery, železné usazeniny klesají na dno laguny. Jednou za několik let dojde k vytěžení usazenin, které jsou po laboratorních zkouškách skládkovány.

## Obyvatelstvo
| Rok            | 1869 | 1880 | 1890 | 1900 | 1910 | 1921 | 1930 | 1950 | 1961 | 1970 | 1980 | 1991 | 2001 | 2011 | 2021 |
| -------------- | ---- | ---- | ---- | ---- | ---- | ---- | ---- | ---- | ---- | ---- | ---- | ---- | ---- | ---- | ---- |
| Počet obyvatel | 359  | 426  | 403  | 399  | 524  | 532  | 560  | 505  | 495  | 444  | 384  | 382  | 417  | 417  | 572  |
| Počet domů     | 45   | 49   | 54   | 61   | 77   | 93   | 124  | 226  | 143  | 141  | 135  | 177  | 195  | 214  | 241  |

## Obecní správa
K obci Sojovice byla od 1. ledna 1986 na základě rozhodnutí ONV Mladá Boleslav připojena obec Skorkov s částmi Skorkov, Otradovice a Podbrahy. 5. prosince 1998 se v části Sojovice konalo referendum o osamostatnění této části, v němž se 83 % hlasujících vyslovilo pro oddělení. Na základě tohoto referenda rozhodlo ministerstvo vnitra ČR, že od 1. ledna 2000 došlo k opětovnému rozdělení obce do stavu, který platil do roku 1985.

### Územněsprávní začlenění
Dějiny územněsprávního začleňování zahrnují období od roku 1850 do současnosti. V chronologickém přehledu je uvedena územně administrativní příslušnost obce v roce, kdy ke změně došlo:
- 1850 země česká, kraj Praha, politický okres Karlín, soudní okres Brandýs nad Labem;[9]
- 1855 země česká, kraj Praha, soudní okres Brandýs nad Labem;[9]
- 1868 země česká, politický okres Karlín, soudní okres Brandýs nad Labem;[9]
- 1908 země česká, politický i soudní okres Brandýs nad Labem;[10]
- 1939 země česká, Oberlandrat Mělník, politický i soudní okres Brandýs nad Labem;[11]
- 1942 země česká, Oberlandrat Praha, politický i soudní okres Brandýs nad Labem;[12]
- 1945 země česká, správní i soudní okres Brandýs nad Labem;[13]
- 1949 Pražský kraj, okres Brandýs nad Labem;[14]
- 1960 Středočeský kraj, okres Mladá Boleslav.[15]

### Obecní symboly
Znak a vlajka byly obci uděleny rozhodnutím předsedy Poslanecké sněmovny Parlamentu České republiky dne 18. března 2003.

## Společnost
V obci Sojovice (532 obyvatel) byly v roce 1932 evidovány tyto živnosti a obchody: holič, 3 hostince, kolář, 2 kováři, krejčí, obuvník, pekař, 10 rolníků, 2 řezníci, 4 obchody se smíšeným zbožím, spořitelní a záložní spolek pro Sojovice, trafika.

## Doprava
Silniční doprava
- Obcí prochází silnice II/331 Nymburk - Lysá nad Labem - Sojovice - Stará Boleslav - Záboří - (Mělník)

Železniční doprava
- Železniční trať ani stanice na území obce nejsou. Nejblíže je železniční zastávka Otradovice (jen pro osobní dopravu) ve vzdálenosti 2,5 km ležící na trati 072 v úseku mezi Lysou nad Labem a Mělníkem. Nejbližší železniční stanicí (pro veškerou dopravu) je Stará Boleslav ve vzdálenosti 6 km ležící na téže trati.

Autobusová doprava 2025
- V obci má zastávku autobusová linka 667 v trase Brandýs n.L.,nádr. - Stará Boleslav,aut.st. - (Skorkov,Otradovice) - Sojovice - Skorkov - Tuřice - Předměřice nad Jizerou - Benátky n.J.,aut.st. Do obce též zajíždí jeden ranní školní spoj linky 431 v trase Skorkov - Sojovice - Lysá n.L.,Dvorce - Stará Lysá - Lysá n.L.,žel.st. a také jeden odpolední spoj té samé linky opačným směrem v trase Lysá n.L.,žel.st. - Lysá n.L.,Dvorce - Sojovice - Stará Lysá - Stará Lysá,Čihadla.